# Divoký Bill Hickok
James Butler Hickok (27. května 1837 – 2. srpna 1876), známý spíše jako Divoký Bill Hickok (Wild Bill Hickok), byl lidový hrdina amerického Divokého západu. Jeho schopnosti a dovednosti jako pistolníka a zvěda, společně s pověstí muže zákona, poskytly základ jeho slávě, ačkoliv některé z jeho hrdinských činů byly smyšlené.
Jeho přezdívka Divoký Bill, byla inspirována často používanou přezdívkou pro muže, kteří se jmenovali William (i když to nebylo zrovna Hickokovo jméno), kteří byli známi pro svou odvahu v různých profesích.
Hickok přišel na Západ jako dostavníkový kočí, pak se stal ochráncem zákona v hraničářských teritoriích Kansasu a Nebrasky. Bojoval v Unionistické armádě během Občanské války a po válce proslul jako zvěd, střelec a profesionální karbaník. Mezi plněním povinnosti prosazovat právo a hazardem, který mírně převažoval, byl Hickok ještě zapleten v několika významných přestřelkách. Nakonec byl zavražděn střelou zezadu při hraní pokeru v saloonu v Jižní Dakotě ve městě Deadwood.
Jeho přítelkyní byla Calamity Jane.

## Život a kariéra

### Mládí
James Butler Hickok se narodil v Troy Grove v Illinois dne 27. května 1837. Když vyrůstal, byla farma jeho otce jednou ze zastávek Underground Railroad – Podzemní železnice (síť tajných cest a domů, které využívali otroci prchající z jihu do svobodných států Unie) a tak získal střelecké dovednosti při ochraně otcovy farmy proti anti-abolicionistům (odpůrci zrušení otroctví v USA). Hickok byl vynikajícím střelcem již od raného mládí. Většinou není známa jeho úloha ochránce občanských práv Američanů černé pleti během posledních dnů otroctví v USA.
V roce 1855 opustil otcovu farmu, aby se stal dostavníkovým kočím na trati mezi Santa Fe a Oregonem. Nejdříve mu říkali „Duck Bill“ – Kačer Bill (snad proto že pod knírkem vystrkoval svůj horní ret), ale jeho střelecké dovednosti brzy změnily jeho přezdívku na „Wild Bill“. Zabití medvěda loveckým nožem utvrdilo jeho rostoucí pověst drsňáka, který se nebojí ničeho.

### Strážník
V roce 1857 si Hickok zabral 65 ha (160 akrů) půdy v Johnson County, Kansas (v místech kde je dnes město Lenexa), kde se stal prvním strážníkem v Monticello Township v Kansasu. V roce 1861 se stal městským strážníkem v Nebrasce. Zúčastnil se krvavé přestřelky s McCanlesovým gangem v Rock Creek Station. Příležitostně Hickok zabil několik dalších mužů v osobních soubojích.
Když byl strážníkem v Monticello Township, vynalezl Hickok praxi „posílání muže ven z města“, Zločince, kterého dal na seznam nazývaný „dead man's tree – strom mrtvého muže“, čekalo lynčování, pokud neopustil město, Hickok prohlašoval, že jej zastřelí na potkání hned druhý den. Někteří zločinci zůstávali v blízkém okolí, aby zjistili, jestli to myslí vážně.

### Občanská válka
Když začala Občanská válka, Hickok vstoupil do Unionistické armády a sloužil hlavně na západě v Kansasu a Missouri. Získal pověst schopného zvěda. Po válce Hickok pracoval jako zvěd pro U.S. armádu, později působil jako hazardní hráč. Nějaký čas působil také jako šerif. V roce 1867 se jeho sláva navýšila po interview s novinářem Henrym Mortonem Stanleyem.
Během občanské války sloužil jako zvěd s „Buffalo Billem“, Robertem Denbowem a Davidem L. Paynem. Uzavřeli přátelství, které trvalo mnoho let. Po válce se tito čtyři muži, Payne, Cody, Hickok a Denbow, věnovali lovu bizonů. Když se Payne v roce 1870 odstěhoval do Wichity v Kansasu, Denbow tam šel s ním, zatímco Hickok sloužil jako šerif ve městě Hays v Kansasu. Hickok se v roce 1873 objevil v představení Billa Codyho nazvaném „Scouts of the plains“. Když Bill Cody začal se svou Buffalo Bill show, Denbow s ním cestoval po celé Iowě.